# ابراهیم صادق
ابراهیم صادق (انگلیسی: Ibrahim Sadiq؛ زادهٔ ۷ مهٔ ۲۰۰۰) بازیکن فوتبال اهل غنا است که برای باشگاه فوتبال آزد آلکمار بازی می‌کند. 
از باشگاه‌هایی که در آن بازی کرده است می‌توان به باشگاه فوتبال نورشلان اشاره کرد.
وی همچنین در تیم‌های ملی فوتبال زیر ۱۷ سال و زیر ۲۰ سال غنا بازی کرده است.